# Корепетитор
Корепетитор (од лат. cum – са, и repetere – понављати), познат и као уметнички сарадник или клавирски сарадник, је музичар, најчешће пијаниста, чији је задатак да увежбава солисте (певаче, инструменталисте, играче) и ансамбле (хор, балет) и да им пружа музичку подршку и пратњу, обично свирајући клавирски извод оркестарске партитуре. Ово занимање је од суштинског значаја за функционисање оперских и балетских кућа, као и за систем музичког образовања.

## Улоге и одговорности
Улога корепетитора је далеко сложенија од обичне клавирске пратње. Он је активан партнер у стварању уметничке интерпретације и његове одговорности укључују:
- Припрема солиста: Помагање певачима или инструменталистима да савладају своје деонице, укључујући тачност нота, ритам, интонацију, дикцију и стилску интерпретацију.
- Свирање партитура: Извођење често веома сложених клавирских извода оперских, балетских или оркестарских партитура.
- Подршка на пробама: Корепетитор свира на свим врстама проба (музичким, режијским, сценским), омогућавајући редитељима, диригентима и кореографима да раде са извођачима пре него што се укључи цео оркестар.
- Педагошки рад: Менторство и преношење знања младим уметницима.
- Координација: Корепетитор мора да прати и реагује на интерпретацију солисте, док истовремено прати инструкције диригента.

## Врсте корепетитора (по областима)
Иако су основне вештине сличне, улога корепетитора се значајно разликује у зависности од уметничке области.

### Оперски корепетитор (Репетитор / Клавирски сарадник)
У оперском свету, корепетитор, често називан француским термином репетитор (фр. répétiteur), представља "десну руку" диригента и кључну фигуру у припреми једне оперске представе. Оперски корепетитори морају да познају целокупну оперску литературу, да говоре више језика (посебно италијански, немачки и француски) и да буду у стању да вокално воде певаче кроз деонице.
У Србији се за ову улогу често користи назив уметнички сарадник или клавирски сарадник. Један од најзначајнијих српских оперских корепетитора и педагога у овој области је др ум. Миливоје Вељић, професор на Факултету музичке уметности у Београду на Катедри за дириговање, где предаје предмет Корепетиција.

### Балетски корепетитор
Балетски корепетитор има јединствену улогу која захтева не само пијанистичку вештину, већ и дубоко разумевање балетске технике и покрета. Његов задатак је да обезбеди живу музичку пратњу за:
- Часове балета: Свирање музике одговарајућег темпа и карактера за сваку балетску вежбу, често уз значајан степен импровизације.
- Пробе: Свирање клавирских извода балетских партитура, у блиској сарадњи са кореографом и играчима.

Професија балетског корепетитора је ретка и веома цењена. У Србији, једна од најистакнутијих професионалних балетских корепетиторки је Дина Милетић, која ради у Народном позоришту и Позоришту на Теразијама.

### Инструментални и концертни корепетитор
Ово је најраспрострањенији вид корепетиције и односи се на сарадњу пијанисте са другим инструменталистима или певачима у контексту камерне музике или припреме за концертни наступ. Ова улога је кључна у музичким школама и на академијама за припрему ученика и студената за испите, такмичења и јавне наступе.

## Вештине и образовање
Занимање корепетитора захтева изузетне и свестране музичке способности:
- Врхунска пијанистичка техника.
- Изузетна способност читања с листа (a vista).
- Способност свирања и читања сложених оркестарских партитура.
- Познавање широког репертоара (оперског, балетског, инструменталног).
- Познавање вокалних техника, дикције и страних језика (за оперске корепетиторе).
- Флексибилност и способност прилагођавања солисти и диригенту.

Формално образовање за корепетиторе стиче се на музичким академијама, најчешће на клавирским или диригентским одсецима, кроз предмете као што су "Корепетиција", "Камерна музика" и "Читање с листа".